# Chris Carter (trójskoczek)
Chris Carter (ur. 11 marca 1989 w Austin) – amerykański lekkoatleta specjalizujący się w trójskoku.
Szósty zawodnik igrzysk panamerykańskich (2011) oraz halowych mistrzostw świata (2014). Złoty medalista mistrzostw Stanów Zjednoczonych.
Rekordy życiowe: stadion – 17,21 (26 maja 2022, Houston); hala – 17,20 (18 lutego 2018, Albuquerque).

## Osiągnięcia
| Rok  | Impreza                   | Miejsce     | Lokata     | Wynik |
| ---- | ------------------------- | ----------- | ---------- | ----- |
| 2011 | Igrzyska panamerykańskie  | Guadalajara | 6. miejsce | 16,21 |
| 2014 | Halowe mistrzostwa świata | Sopot       | 6. miejsce | 16,74 |
| 2018 | Halowe mistrzostwa świata | Birmingham  | 5. miejsce | 17,15 |